# (8726) Masamotonasu
(8726) Masamotonasu est un astéroïde de la ceinture principale.

## Description
(8726) Masamotonasu est un astéroïde de la ceinture principale. Il fut découvert le 14 novembre 1996 à Ōizumi par Takao Kobayashi. Il présente une orbite caractérisée par un demi-grand axe de 3,17 UA, une excentricité de 0,08 et une inclinaison de 8,7° par rapport à l'écliptique.

## Compléments